# Lewis Grassic Gibbon
Œuvres principales
- Sunset Song

Lewis Grassic Gibbon, pseudonyme de James Leslie Mitchell né le 13 février 1901 à Auchterless, dans le Aberdeenshire, et mort le 7 février 1935 à Welwyn Garden City, dans le Hertfordshire, est un écrivain écossais.

## Biographie
Né à Auchterless, il grandit à Arbuthnott, puis sa famille s'installe à Kincardineshire. Mitchell commence à travailler en tant que journaliste pour l'Aberdeen Journal et le Scottish Farmer à l'âge de 16 ans. En 1919, il rejoint le Royal Army Service Corps (en) et sert en Iran, en Inde et en Égypte avant de s'enrôler dans la Royal Air Force en 1920. Dans la RAF, il travaille en tant que greffier et est quelque temps en poste au Moyen-Orient. Le futur écrivain se souvient de la civilisation arabe dans certains de ses romans.
En 1925, il épouse Rebecca Middleton, avec qui il s'établit à Welwyn Garden City.
À partir de 1929, il se consacre uniquement à l'écriture, signant plusieurs livres et textes plus brefs de son vrai nom ou en ayant recours à son pseudonyme. Il meurt prématurément d'une péritonite provoquée par un ulcère en 1935.
Les premières œuvres de fiction de Mitchell attirent l'attention sur lui des milieux littéraires, et tout particulièrement de la part de H. G. Wells, mais c'est avec sa trilogie A Scots Quair, et surtout le premier volume intitulé Sunset Song, paru en 1932, que l'impose sur la scène littéraire et donne la pleine mesure de son style d'écriture. Avec sa combinaison entre le réalisme artistique, le récit réaliste et l'utilisation lyrique du dialecte écossais, A Scots Quair est considéré comme un des textes fondateurs du courant culturel et littéraire de la Renaissance écossaise du XXe siècle.
La biographie de Mitchell, écrite par Iain S. Munro, paraît en 1966. Le Grassic Gibbon Centre qui ouvre à Arbuthnott en 1991 commémore la mémoire de l'auteur.
Sunset Song, un film britannique réalisé par Terence Davies en 2015, est une adaptation du roman éponyme de Lewis Grassic Gibbon.

## Œuvre

### Trilogie romanesqueA Scots Quair
- Sunset Song (1932) Publié en français sous le titre Sunset Song, traduit par Élisabeth Lavault-Olléon, Paris, Métailié, 1997  (ISBN 2-86424-252-4) ; réédition, Paris, Métailié, coll. « Suite écossaise » no 96, 2004  (ISBN 2-86424-521-3)
- Cloud Howe (1933) Publié en français sous le titre La Vallée des nuages, traduit par Élisabeth Lavault-Olléon, Paris, Métailié, coll. « Bibliothèque écossaise », 2004  (ISBN 2-86424-520-5)
- Grey Granite (1934)

### Autres publications
- Hanno: or the Future of Exploration (1928)
- Stained Radiance: A Fictionist's Prelude (1930)
- The Thirteenth Disciple (1931)
- The Calends of Cairo (1931)
- Three Go Back (1932)
- The Lost Trumpet (1932)
- Persian Dawns, Egyptian Nights (1932)
- Image and Superscription (1933)
- Spartacus (1933)   Traduit par Frédéric Collemare, Paris, Callidor, coll. " Epopée", 2022   (ISBN 978-2901207023)
- Niger: The Life of Mungo Park (1934)
- The Conquest of the Maya (1934)
- Gay Hunter (1934)
- Scottish Scene (1934), écrit en collaboration avec Hugh MacDiarmid[1]
- Nine Against the Unknown (1934)
- The Speak of the Mearns (1982), publié à titre posthume